# 大叶野丁香
大叶野丁香（学名：Leptodermis parkeri）为茜草科野丁香属下的一个种。

## 扩展阅读
- 維基物種上的相關：大叶野丁香